# NGC 444
NGC 444 (również IC 1658, PGC 4561 lub UGC 810) – galaktyka spiralna (Scd), znajdująca się w gwiazdozbiorze Ryb. Odkrył ją 26 października 1854 roku R.J. Mitchell – asystent Williama Parsonsa.